# 브라흐마스트라
브라흐마스트라(산스크리트어: ब्रह्मास्त्र)는 힌두교의 신 브라마가 만들고 소유한 천상의 무기(아스트라)이며, 더 강력한 변형인 브라흐마시라스트라와 함께 존재한다.
후자는 힌두교 전체에서 언급되는 가장 파괴적이고 강력하며 저항할 수 없는 무기로 간주된다.
이 무기를 소환하는 지식을 소유했다고 전해지는 신과 전사 영웅은 파라슈라마, 라마, 메그나다, 비슈마, 드로나, 카르나, 아슈와타마, 아르주나, 락슈마나 등 소수에 불과했다.

## 설명
이것은 격렬한 불덩이를 생성하는 불의 무기라고 불리며, 끔찍한 불꽃과 수많은 무시무시한 천둥 번개로 타오른다. 발사되면 나무, 바다, 동물 등 모든 자연이 떨린다. 하늘은 불꽃으로 둘러싸이고, 빙하는 녹으며, 산은 사방에서 엄청난 소리를 내며 부서진다.
사용될 때, 사람 중심의 브라흐마스트라는 대체 반격 무기가 없는 강력한 적을 파괴할 수 있다. 만약 브라흐마시라스트라라면, 특정 지역의 모든 유용한 자원에 부수적 피해를 입히고 그 지역에 풀 한 포기조차 다시는 자라지 못하게 한다. 12 브라마 년 동안 (12 브라마 년 = 37.32 조 인간 년) 비가 내리지 않고 기후 조건이 악화될 것이라고 언급된다. 브라흐마스트라스트라의 공격은 결국 모든 것을 파괴할 것이다.
아슈와타마가 아르주나에게 브라흐마스트라를 던졌을 때, 판다바는 같은 무기를 소환하여 반격했다. 광범위한 파괴를 막기 위해 나라다와 브야사는 두 아스트라 사이에 서서 두 전사에게 무기를 철회하라고 명령했다. 아르주나는 고귀하게 그렇게 했다. 그러나 아슈와타마는 분노로 아스트라를 철회하기를 거부하고, 오히려 자신의 적들에게 어떤 수준의 피해를 입히기 위해 우타라의 자궁으로 향하게 하여 태어나지 않은 파리크시트를 죽이려 했지만, 크리슈나가 개입하여 아이를 구했다. 아슈와타마는 이마의 보석을 포기해야 했고, 크리슈나에게 영원히 숲을 헤매며 부상에서 피와 고름이 흘러나오고 죽음을 애원하지만 죽음은 오지 않을 것이라는 저주를 받았다.

## 변형

### 브라흐마시라스트라
브라흐마시라스트라 또는 브라흐마시르샤스트라 (브라마의 4두 무기)는 전면에 브라마의 네 머리를 가진 모습으로 나타나며 일반 브라흐마스트라보다 네 배 강력하다. 아르주나, 드로나, 카르나, 아슈와타마, 비슈마는 마하바라타에서 이 지식을 소유했던 인물들 중 하나였다. 또한 과거, 현재, 미래에서 존재를 완전히 소멸시켜 존재 자체가 상상 불가능하게 만들며, 존재하지 않았고 존재하지 않을 것이기 때문에 어떤 형태로든 의미 있는 방식으로 존재할 수 없게 만든다.

### 브라마 단다
브라마 단다 (브라마의 지팡이)는 브라마가 만든 자기 방어 무기이다. 이것은 오직 금욕주의자만이 소유할 수 있으며 그 힘은 소유자에 따라 달라진다. 이 무기는 소유자를 향한 어떤 공격도 흡수할 수 있는 지팡이다. 비슈바미트라가 분노하여 브라흐마스트라를 바시스타에게 퍼부었을 때, 그를 치명적인 무기로부터 보호한 것은 그의 브라흐마단다였다.

## 문학
산스크리트어 신학 경전에는 브라흐마스트라가 사용되거나 그 사용이 위협받는 수많은 사례가 있다:
- 카우시카(후에 브라마르시 비슈바미트라가 된 인물)는 마하리시 바시스타에게 그것을 사용했지만, 브라흐마스트라는 바시스타의 브라흐마단다에 의해 삼켜졌다.[출처 필요]
- 인드라지트는 하누만에게 브라흐마스트라를 사용했지만, 하누만은 이전에 브라흐마에게 받은 축복 덕분에 살아남았다.[출처 필요]
- 라마야나에서 브라흐마스트라는 라마에 의해 여러 번 사용되었다: 시타를 다치게 한 자얀타에게 한 번, 마리차와의 마지막 만남에서, 그리고 마침내 라크샤사 황제 라바나와의 마지막 전투에서 브라흐마스트라가 사용되었다.[6] 라마야나에 따르면, 이 무기는 바루나 (바다의 신)에게도 겨냥되어 바다를 가로지르는 길을 내어 라마의 군대가 랑카 섬으로 진군할 수 있게 했다. 그러나 라마가 무기를 장전하자 바루나가 나타나 왕이 바다를 건너는 것을 돕겠다고 제안했다. 이 사건은 유드다 칸다 22장 31절에 언급되어 있다.[출처 필요]

## 같이 보기
- 나라야나스트라
- 파슈파타스트라
- 바루나스트라